# Nicolás Lemery
Nicolás Lemery (nacido el 17 de noviembre de 1645 en Rouen y fallecido el 19 de junio de 1715 en París) fue un químico francés, primero en desarrollar teorías sobre la química del ácido-base en el año 1680. Clasificó las sustancias en tres grupos: mineral, vegetal y animal. Describió el método para obtener ácido sulfúrico. Explicó los incendios subterráneos, terremotos, truenos y relámpagos.

## Biografía
Nació en Rouen el 17 de noviembre de 1645. Fue hijo de un abogado protestante, procurador del parlamento de Normandía. Inició su formación como aprendiz de farmacia a la edad de 15 años bajo las órdenes de un maestro boticario Pierre Duchemin, de su tío materno, que se comprometió a darle "bebida, comida, fuego, cama y aposento y mostrarle el mencionado arte y oficio".
Lemery aprendió las operaciones farmacéuticas durante los seis años que permaneció como aprendiz en la botica de su tío y, a continuación, realizó el tradicional "Compagnonnage", un viaje de estudios que permitía a los aprendices completar su formación visitando boticas de otras poblaciones de su entorno, se dirigió a París, donde trabajó con Christophe Glaser, quien en esos años se encargaba de las clases de química impartidas en el jardín botánico de París.
Más tarde se dirigió a Montpellier y pudo seguir algunos cursos de su prestigiosa facultad de medicina. 
Tras su paso por Montpellier, Lemery se dirigió de nuevo a París en 1672 para colaborar con un distinguido boticario de la familia real que le permitió disponer de un rico laboratorio y comenzar a impartir unos cursos de química que pronto le harían famoso. No solo asistieron a sus clases los aprendices de boticario o los médicos y los farmacéuticos en ejercicio, como había sido habitual en las décadas anteriores. También figuró entre sus oyentes algunos representantes de la nobleza parisina, incluyendo un notable grupo de damas de la corte, tal y como remarcaron algunos asistentes sorprendidos ante lo que no tardaría en transformarse en una de las características de la ciencia de la Ilustración: la amplia popularidad de las demostraciones experimentales. Aquí obtiene el título de maestro de Farmacia en 1674 y el cargo de boticario del rey. Esta última circunstancia le permitió tener su independencia económica y crea su propio laboratorio en un sótano en la Rue Galand, donde impartió numerosos cursos de química.

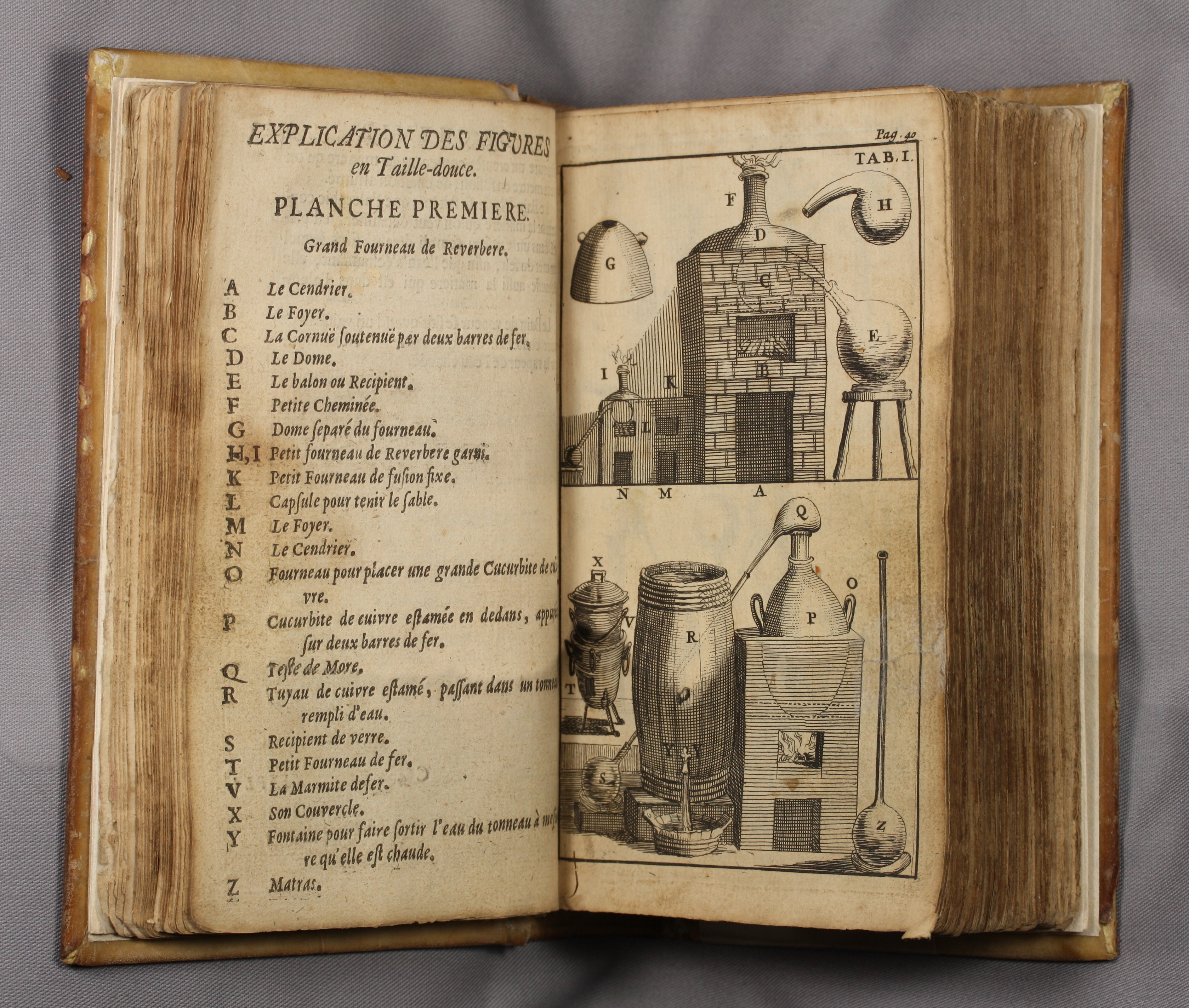
Ilustración de aparatos de laboratorio, Cours de chymie, 1683

Para mejor dar a conocer sus lecciones de química, Lemery publicó en 1675 su “Cours de Chymie” (Curso de química), obra que durante más de cien años constituyó la suprema autoridad química en Europa. Este libro tuvo un enorme éxito: según Fontanelle, era ''una ciencia totalmente nueva que salía a la luz y que despertaba la curiosidad de las mentes”, una ciencia finalmente desembarazada de toda referencia a cualidades ocultas, de toda jerga bárbara y tenebrosa. Se vendió siempre según Fontanelle, como si se tratase de un libro de galantería o de sátira, y se tradujo al latín, alemán, inglés, español y al italiano.
Se hallaba entonces Lemery en la cima de su gloria científica y económica, por eso rechazó el ofrecimiento del elector de Brandeburgo para ir a Berlín como catedrático de química. Más pronto empezó a sufrir persecuciones religiosas por su condición de protestante, con la prohibición expresa de dedicarse a la enseñanza y ejercer la farmacia. Marchó en primera instancia a Londres, de donde regresó en 1683 para doctorarse en Medicina en Caen al final de ese mismo año.
Se dedica entonces a ejercer la medicina en París, hasta que el edicto de Nantes extiende a los médicos protestantes la prohibición de ejercer su profesión. Con 40 años y sin recursos económicos, Lemery no tiene otra alternativa que convertirse al catolicismo con toda su familia, y así en 1686 el rey Luis XIV le permitió restablecer su laboratorio de química en París y reabrir su botica. Esta última circunstancia no sin una fuerte oposición de sus colegas.
En 1699 se reorganiza la Academia de Ciencias de París, Lemery figurará entre los académicos asociados, anunciando su proyecto de estudiar a fondo el antimonio o estibina en busca de medicamentos útiles, que culminará con la publicación de su “Tratado del antimonio” (1707).
Murió unos pocos años más tarde el 19 de junio de 1715 en París, tras sufrir fuertes ataques de parálisis y apoplejía. En el elogio fúnebre que le dedicó Fontanelle, secretario de la Academia de Ciencias, reconocía de Lemery que: 
''La mayor parte de Europa aprendió química a través de la ciencia y la mayoría de los grandes químicos franceses y extranjeros le han rendido tributo por sus enseñanzas.''
Fue un hombre de incesante actividad, sabiendo solo de su puesto, junto a la cama de sus pacientes. 

### Algunas Ideas
Lemery se opuso a la alquimia y expuso muchos de sus trucos, el la llamó “el arte sin arte”, el principio de la mentira, el medio labor.
Él definió la química como ''un arte que enseña como separar las diferentes sustancias que se encuentran en un compuesto.''
Él reconoció 5 principios, 3 activos (espíritu del mercurio, aceite o azufre y sal) y 2 pasivos (agua o flema, y tierra).
Lemery usó la teoría corpuscular como base para decir que consideraba que los ácidos, uno de los principios activos, estaban formados por un conjunto de partículas puntiagudas en movimiento, mientras que los álcalis poseían zonas porosas que las puntas de los ácidos podían penetrar. Como resultado, los ácidos quebraban la resistencia de los álcalis y ocurría una violenta reacción.

Maqueta del modelo de enlace ácido-base de Nicolas Lemery, de 1680.

Lemery realizó una serie de experiencias, que en su conjunto fueron habitualmente designadas por los autores del siglo XVII como la experiencia del “vulcán” de Lemery. 
En la presentación inicial del trabajo de Lemery, en la revista francesa Mémoires de la Académie des Sciences, se afirma que el mejor método para explicar la naturaleza es hacerla representar, esto hace posible producir en laboratorio los mismos efectos a través de causas semejantes. En verdad, Lemery no realizó una sola experiencia, como recientemente se ha afirmado por los autores que lo citan, sino un conjunto de experiencias diferenciadas por la introducción de algunas alteraciones en las condiciones experimentales.
Lémery publicó sobre estas experiencias en 1700, un trabajo titulado "Explication physique et chymique des Feux souterrains, des Tremblemens de Terre, des Ouragans, des Eclairs & du Tonnerre, Histoire de l'Académie Royale des Sciences (Explicación físico-química de incendios subterráneos, terremotos, huracanes, relámpagos y truenos, Historia de la Real Academia de Ciencias, junto con Memoires de mathématiques et de physique (Memorias de Matemáticas y Física), del mismo año.